# 滕达

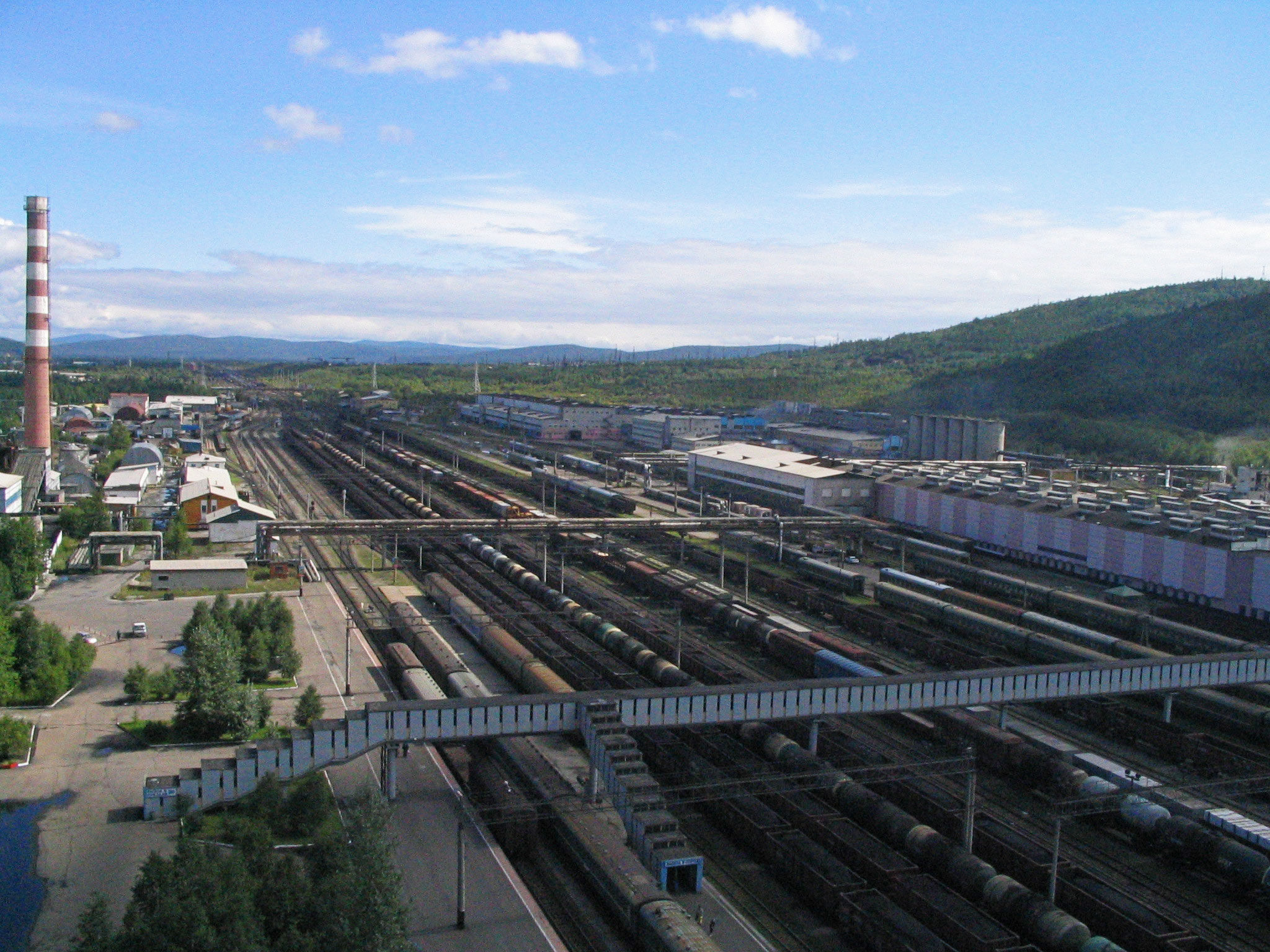
滕达火车站

滕达（俄语：Ты́нда）是俄罗斯阿穆尔州的一个城市。贝阿铁路上的重要城市。2018年时有人口33,061人。市内有机场。另外在这里还有一个大型的朝鲜社区。

## 姐妹城市
- 美国韋納奇

## 外部連結
- （俄文）滕達市政府官方網站